# Новомухаметово
Новомухаме́тово (рос. Новомухаметово) — присілок у складі Кігинського району Башкортостану, Росія. Входить до складу Ібраєвської сільської ради.
Населення — 3 особи (2010; 17 в 2002).
Національний склад:
- башкири — 88 %